# Donetsk Eagles
I Donetsk Eagles sono stati una squadra di football americano di Donec'k, in Ucraina.

## Dettaglio stagioni

### Tornei nazionali

#### Campionato

##### Campionato ucraino
| Stagione | regular season | regular season | regular season | regular season | regular season | regular season | playoff | playoff | playoff | playoff | playoff | playoff    | playoff    |
|          | Vin            | Par            | Per            | Tot            | PF             | PS             | Vin     | Per     | Tot     | PF      | PS      | risultato  | avversaria |
| -------- | -------------- | -------------- | -------------- | -------------- | -------------- | -------------- | ------- | ------- | ------- | ------- | ------- | ---------- | ---------- |
| 1999     | 0              | 0              | 4              | 4              | 12             | 96             | -       | -       | -       | -       | -       | -          | -          |
| 2001     | 3              | 0              | 1              | 4              | 113            | 37             | 0       | 1       | 1       | 0       | 39      | Semifinale | Kiev Slavs |
| Totale   | 3              | 0              | 5              | 9              | 125            | 133            | 0       | 1       | 1       | 0       | 39      |            |            |

Fonti: Enciclopedia del Football - A cura di Roberto Mezzetti

### Riepilogo fasi finali disputate
| Anno          | Luogo | Evento     | Fase del torneo | Incontro                    | Risultato |
| 8 luglio 2001 |       | Campionato | Semifinale      | Kiev Slavs - Donetsk Eagles | 39 - 0    |